# عامل محدد
العامل المحدد هو متغير لنظام يؤدي إلى تغيير غير مهم في ناتج أو مقياس آخر للنظام إذا كان عرضة لتغيير بسيط. قد يكون هناك عامل لا يقتصر على مجال معين من شروط البداية قد يكون قيدًا على مجال آخر من شروط البدء، بما في ذلك مجال العامل.

## نظرة عامة
تحديد العامل على أنه محدد فقط بالتمييز مع واحد أو أكثر من العوامل الأخرى غير المقيدة. تختلف الاختصاصات في استخدامها للمصطلح حول ما إذا كانت تسمح بوجود متزامن لأكثر من عامل محدد (والذي قد يسمى فيما بعد «الحد المشترك»)، ولكنها تتطلب جميعًا وجود عامل واحد غير محدد على الأقل عندما يتم استخدام المصطلحات. هناك العديد من السيناريوهات المحتملة المختلفة للحد من وجود أكثر من عامل. يحدث السيناريو الأول والذي يُطلق عليه القيد المفرد عندما يحد النظام من عامل واحد فقط، وهو عامل الطلب الأقصى. يكون التقاسم التسلسلي وهو السيناريو الثاني عندما لا يكون لأحد العوامل آثار تقييد مباشرة على النظام، ولكن يجب أن يكون موجودًا لزيادة الحد من العامل الثاني. يحدث السيناريو ثالث، وهو القيد المستقل، عندما يكون هناك عاملان لهما تأثيرات محددة على النظام ولكنهما يعملان من خلال آليات مختلفة. كذلك يحدث سيناريو آخر، القيد التآزري، عندما يساهم كلا العاملين في نفس آلية التحديد ولكن بطرق مختلفة.

## علم البيئة

العوامل المحددة في الشكل البيئي

في علم البيئة، تكون موارد العوامل المحددة الشائعة هي الظروف البيئية التي تحد من نمو أو وفرة أو توزيع كائن حي أو مجموعة من الكائنات الحية في النظام البيئي. :G-11  يعتمد مفهوم العوامل المحددة على قانون ليبيج، والذي ينص على أن النمو لا يتحكم فيه إجمالي حجم الموارد المتاحة، ولكن من خلال الموارد النادرة. بمعنى آخر، يكون العامل محددًا إذا كان التغير في العامل ينتج عنه نمو متزايد أو وفرة أو توزيع للكائن الحي عندما لا تحدث عوامل أخرى ضرورية لحياة الكائنات الحية. العوامل المحددة قد تكون فيزيائية أو بيولوجية. :417,8
العوامل المحددة لا تقتصر على حالة الأنواع. قد يتم زيادة أو تقليل بعض العوامل بناءً على الظروف. مثال على العامل المقيد هو أشعة الشمس في غابة مطيرة، حيث يقتصر النمو على جميع النباتات في أرض الغابة ما لم يتوفر المزيد من الضوء. هذا يقلل من عدد من العوامل المحتملة التي يمكن أن تؤثر على العملية الحيوية، ولكنهو في الواقع في مكان وزمان واحد. هذا الإدراك بوجود عامل محدد وحيد يُعد أمر حيوي في علم البيئة؛ والمفهوم له أوجه التشابه في العديد من العمليات الأخرى. العامل المحدد يؤدي أيضًا إلى التنافس بين أفراد مجموعة الأنواع. على سبيل المثال، المكان عامل مقيد. تحتاج العديد من الحيوانات المفترسة والفرائس إلى مساحة معينة للبقاء على قيد الحياة: الغذاء والماء والاحتياجات الحيوية الأخرى. إذا كان عدد الأنواع مرتفعًا للغاية، فسيبدأ التنافس على هذه الاحتياجات. وبالتالي، فإن العوامل المحددة تحد من عدد السكان في منطقة ما عن طريق التسبب في أن بعض الأفراد يبحثون عن آفاق أفضل في أماكن أخرى ويظل الآخرون جائعين. بعض العوامل المحددة الأخرى في علم الأحياء تشمل درجة الحرارة والعوامل الأخرى المرتبطة بالطقس. يمكن أن تكون الأنواع محدودة أيضًا من خلال توفر المغذيات الدقيقة والكليّة. أظهرت دراسة نشرت في عام 2017 أن الصوديوم (المغذيات الدقيقة) لم يكن له أي تأثير من تلقاء نفسه، ولكن عندما تم دمجه مع النيتروجين والفوسفور (المغذيات الكبيرة)، فقد أظهر آثارًا إيجابية، مما يدل على الحد المشترك التسلسلي.

## الأعمال والتكنولوجيا
يعرّف موقع AllBusiness.com العامل المحدد (المقيِّد) بأنه "عنصر يقيد أو يحد من إنتاج أو بيع منتج معين". تشمل الأمثلة المقدمة ما يلي: "ساعات الإنتاج المحدودة وساعات العمل ونقص المواد والأيدي العاملة. يستخدم المصطلح أيضًا بشكل متكرر في الأدب التكنولوجي.
يعد تحليل العوامل المحددة للعمل جزءًا من تقنية تقييم ومراجعة البرنامج، وتحليل المسار الحرج، ونظرية القيود على النحو الوارد في رواية الهدف.